# Teodor Parapiru
Teodor Parapiru (n. 6 mai 1949, Șocariciu, azi Unirea, județul Călărași) este un prozator român.

## Biografie
Debutul literar are loc în timpul studenției într-un periodic la Iași, Amfiteatru, în anul 1969. Absolvă Facultatea de Filologie, din cadrul Universității „Alexandru Ioan Cuza”, în anul 1972, iar apoi se mută cu familia la Galați, unde devine profesor de limba română.
Debutul editorial are loc în anul 1979, cu Medalionul la Editura Albatros.
Din anul 1980 colaborează la cotidianul local din Galați, Viața liberă. În anul 2001 devine redactor șef la revista Dominus din Galați. 
Este conducător al Cenaclului literar „Anton Holban” de pe lângă Casa Corpului Didactic din Galați, din anul 2003 și președinte al Salonului Literar „Axis Libri”.
În anul 2011 primește titlul de „Cetățean de Onoare al Municipiului Galați” .

## Opera literară
- Medalionul - Editura Albatros, București 1979, I 22.064
- Copacii de cristal (roman) - Editura Junimea, Iași 1981, II 55.275
- Suspiciunea - Editura Albatros, București 1984 I 23.581
- Relief cu metamorfoze (proză scurtă) - Editura Junimea, Iași 1985, II 60.170
- Acvariul cu pești exotici (roman) - Editura Junimea, Iași 1987, I 24.453
- Mieii tunși zero rămân repetenți (roman) - Editura Porto-Franco, Galați 1990, II 66.487
- „Domnul Darwin de Veneția”, 1999[4]
- Dicționar enciclopedic de expresii celebre - Editura Alma, Galați 2002 ISBN 973-9472-06-0. F.G. III 38.114
- „Corupere de majori”, 2011[4]